# Theben (Thessalien)
Das thessalische oder phthiotische Theben (altgriechisch Θῆβαι Φθιώτιδες Thēbai Phthiōtides) war die zentrale Stadt am pagasäischen Meerbusen in Thessalien. Sie wurde in alter Zeit von den sogenannten Achaioi phthiotioi bewohnt. Sie ist heute Ruinenstätte nördlich des Dorfes Mikrothives (‚Klein-Theben‘) und noch nicht sicher identifiziert, möglicherweise aber mit Phylake identisch.
Da das böotische Theben durch Einwanderung von thessalischen Achäern besiedelt worden sein soll, ist es wahrscheinlich, dass hier ein Zusammenhang bestand. Bedeutung erlangte die Stadt erst nach den Perserkriegen. 217 v. Chr. wurde das thessalische Theben von Philipp V. erobert und hieß zeitweilig Philippopolis.